# ウィンターロード

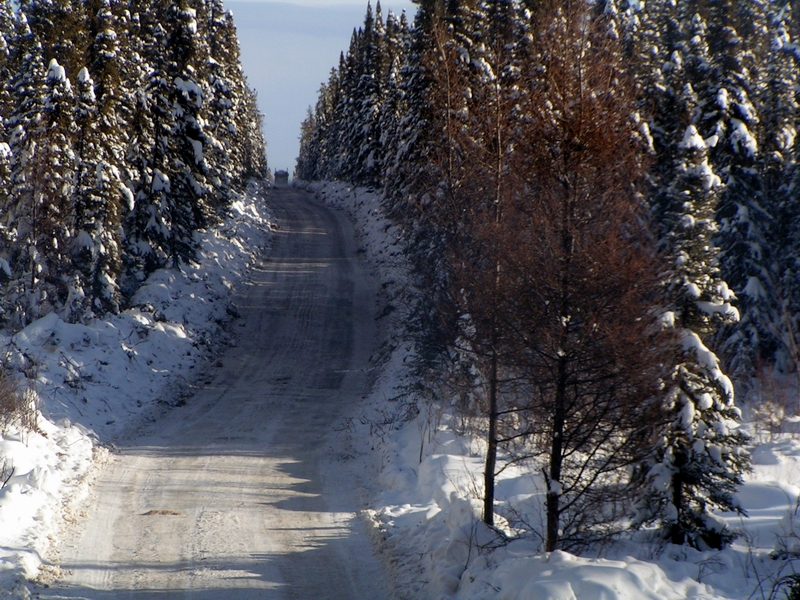
ブリティッシュコロンビア州北部のウィンターロード

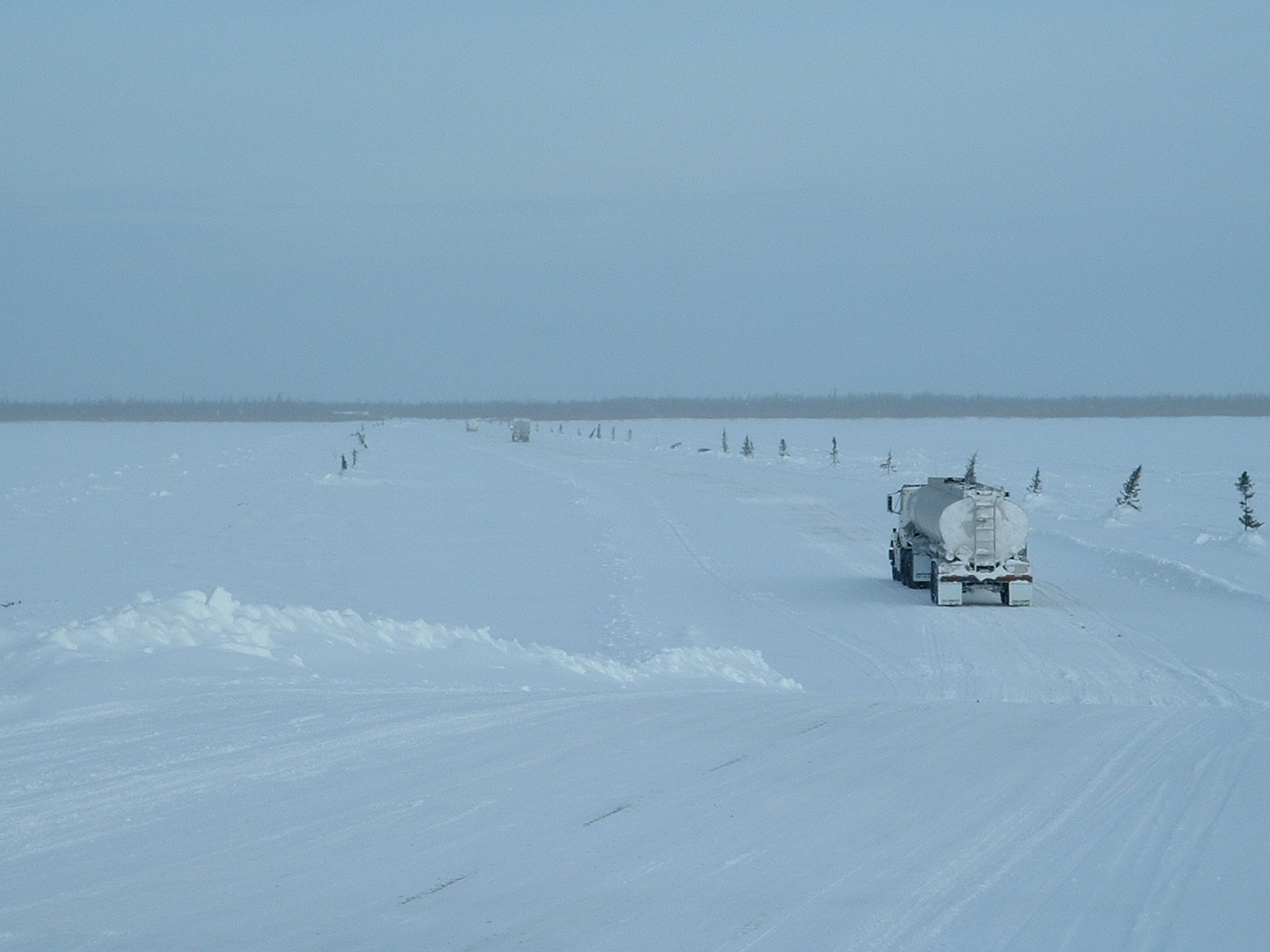
オンタリオ州北部。凍結したオールバニー川を横断中

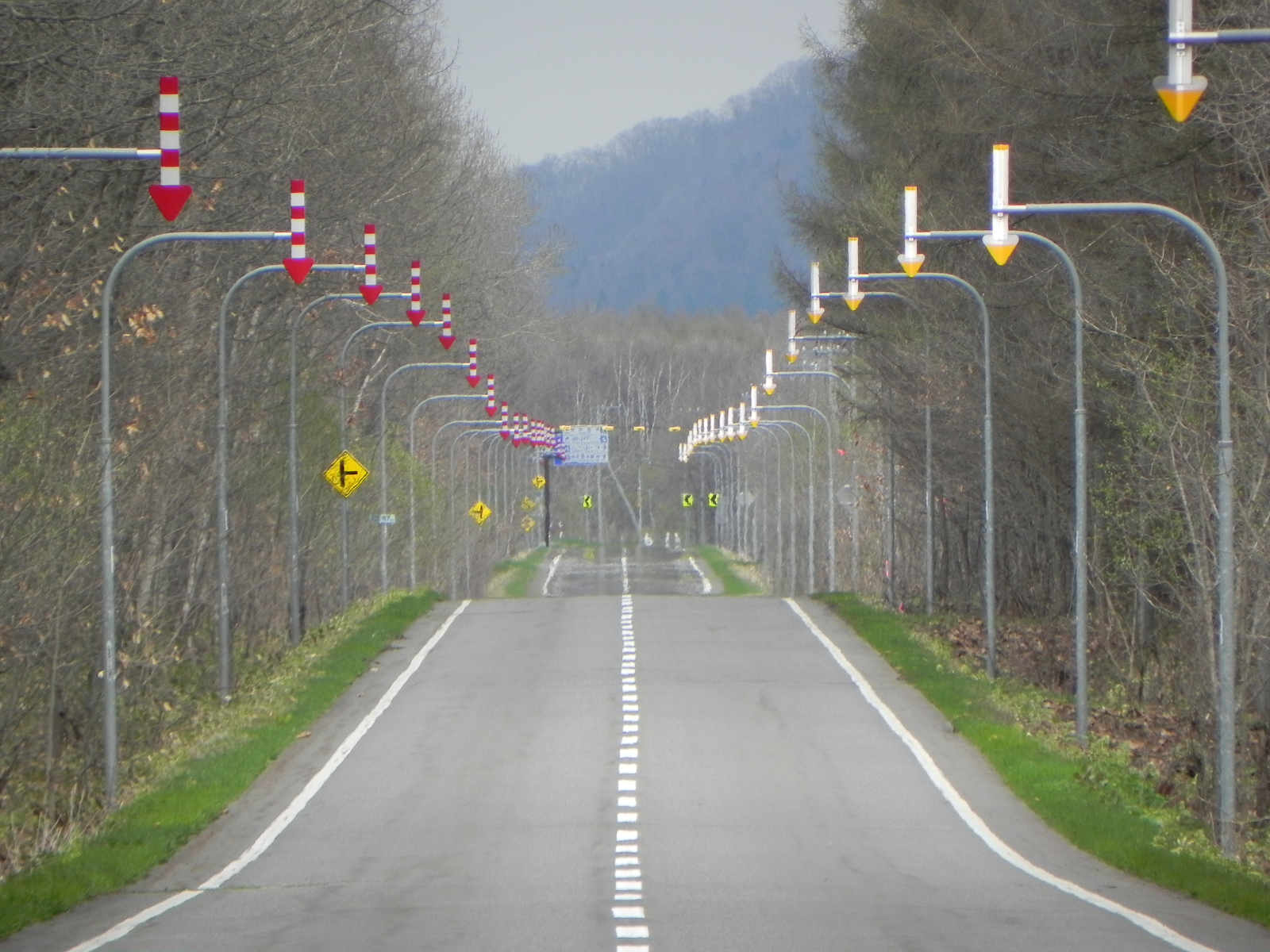
日本で見られる雪の下に道があることを知らせる矢羽根。

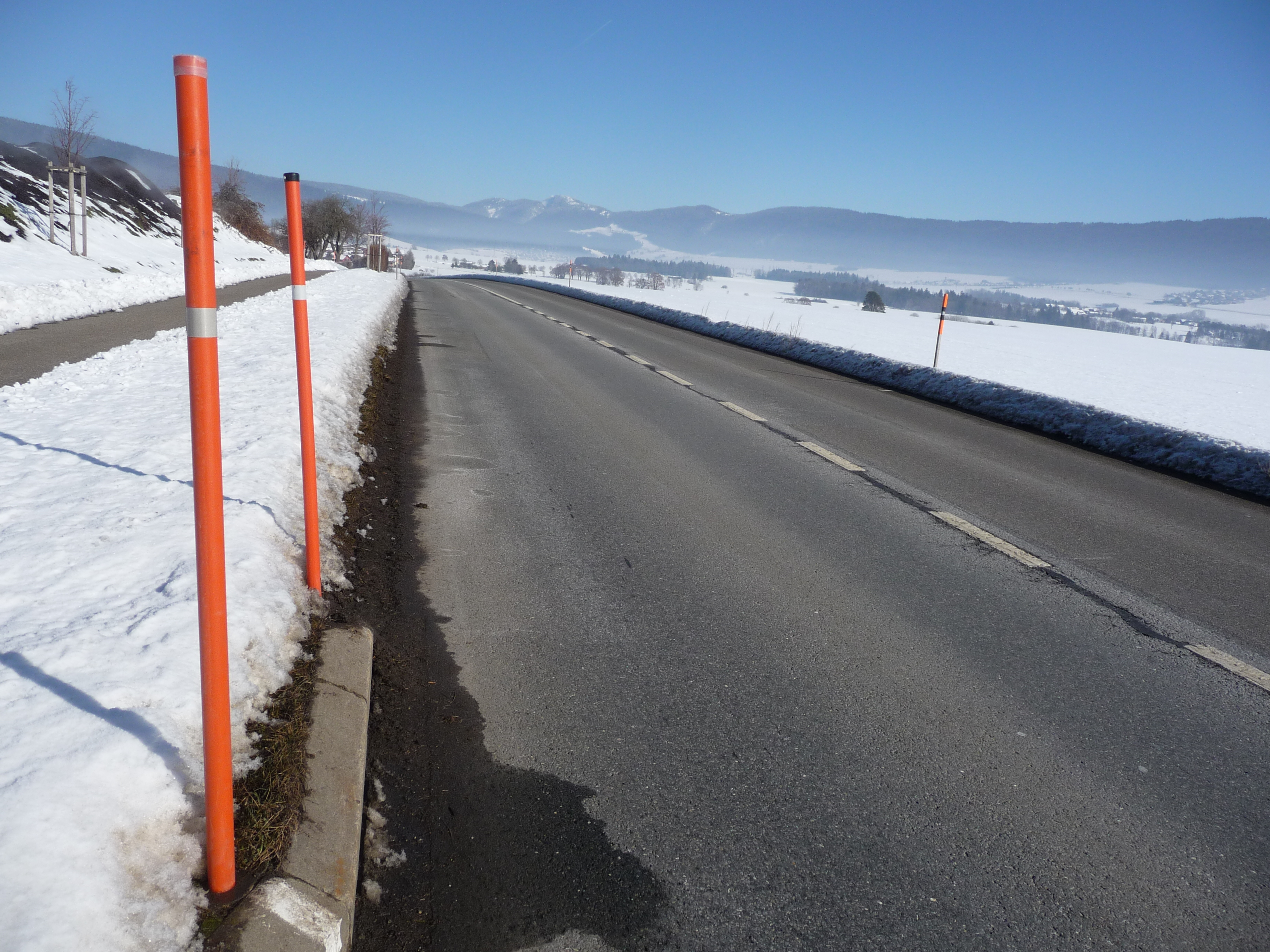
車道の境目を示すスイスのスノーポール。日本では、赤と白の縞模様のスノーポールが見られるように、国ごとに様々な冬期道路用の標識がある。

ウィンターロード（Winter road）は、圧縮された雪や雪に覆われた雪道、または凍結したツンドラや裸地、または浮氷上（結氷面上）に設営される道路である。
冬期道路、冬道とも呼ばれる。
結氷面上に作られるウィンターロードは、アイスロードまたはアイスブリッジとも呼ばれる。逆に言えば、ウィンターロードとは多くの場合は結氷面上を通って、時々は陸上を通る「連水陸路」である。カナダ北部のノースウェスト準州イエローナイフからダイアヴィク鉱山やジェリコ鉱山へと設営されるティビット・コントウォイト・ウィンターロードはその一例である。

## 役割
ウィンターロードは、恒久的な（または「全天候型」の）道路がない寒冷地の孤立した地域への、冬季の輸送を容易にする。それらは、物資（例えば、食料、燃料、建設資材）をこれらの地域に存在する集落に持ち込むことを可能にする。近くに小さな滑走路がある場合、他の唯一の選択肢は、航空輸送だが、これは、特に建築資材などの重量物の場合、法外なコストがかかる。
一部の地域では、地球温暖化がウィンターロードに影響を与えているのが観察されており、特にその運用寿命の大幅な短縮という形で影響している 。

## 対策
- 除雪

### 歩行者
歩行者は歩くのに、倒れた時に手で防げるように荷物をリュックを背負うこと、体の重心を少し下げて、小さい歩幅で、ゆっくりと歩くことなどがあげられる。また横断歩道の白い部分は水が染みこみにくく氷が張りやすいため踏まないなどがある。滑りやすそうな場所では、砂箱・砂袋が設置されており撒くことができる。

### 車
滑り止めとして、タイヤチェーン、スタッドレスタイヤ、スパイクタイヤなどのスノータイヤ(冬タイヤ)へ履き替えが行われる。それでも雪にはまってスタックするなどが起きるため、アクセルをゆっくりと踏み前進とバックを細かく繰り返したり、砂をタイヤの下にまいたり、脱出プレート（脱出ヘルパー）をタイヤに噛ませたり、スコップで雪をどけたりなどが行われる。
道路上で、あまり使われてないエリアには雪が溜まり、スネックダウンとなる。この場所を見ることで、都市計画の見直しが行われることがある。

### 標識
冬にしか見られない標識がある。
平成24年度の冬季から北陸地方、東北地方などで、道路の壁の視認性を少しでも高めるために、道路わきの雪の壁にブルーラインとよばれる青い線が引かれる。食用青色1号を噴射して色が付けられる。